# 霍赫科格爾山
47°32′20″N 14°48′55″E / 47.53889°N 14.81528°E

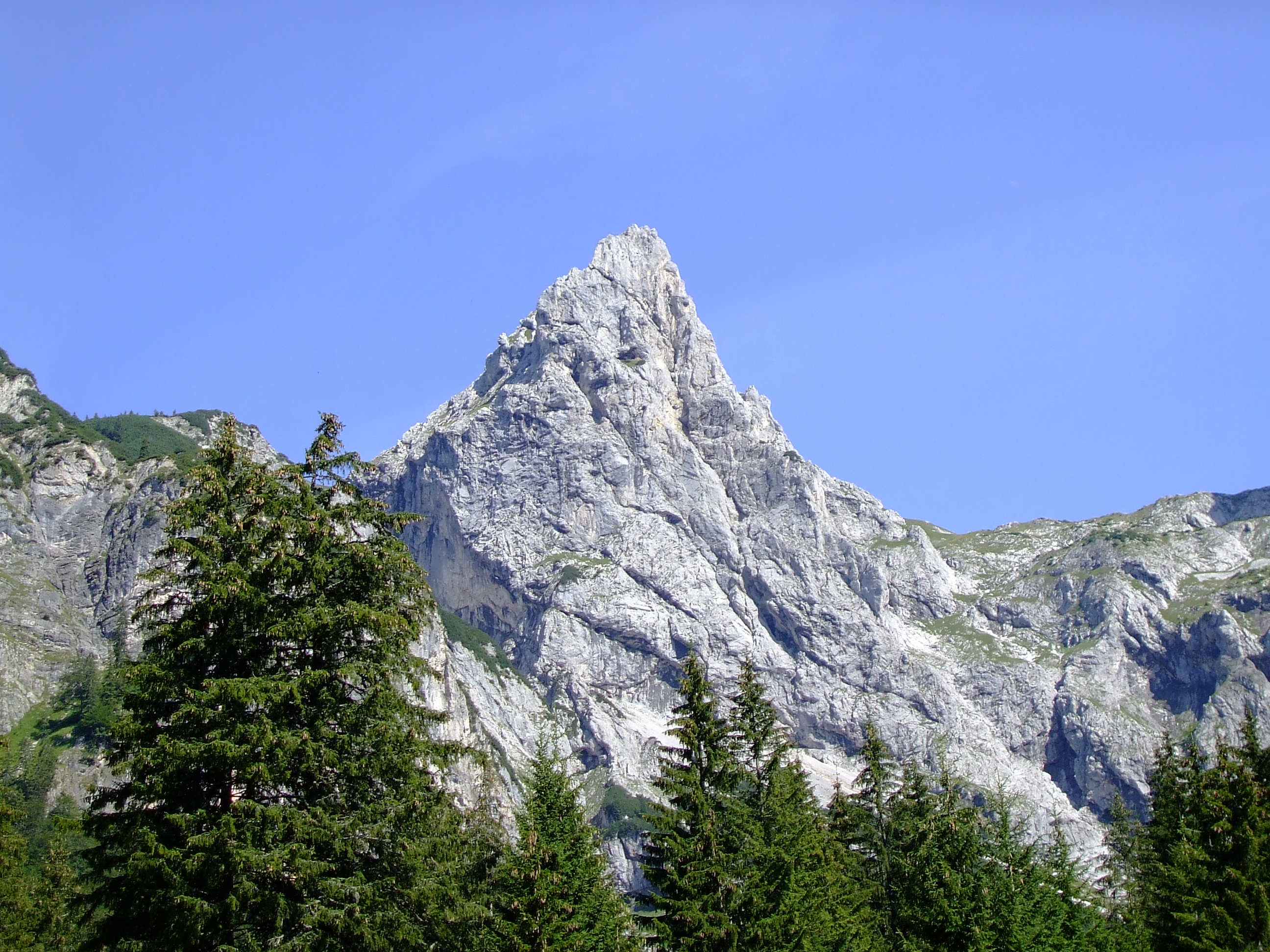

霍赫科格爾山（德語：Hochkogel），是奧地利的山峰，位於該國东部，由施泰爾馬克州負責管轄，屬於恩斯塔爾阿爾卑斯山脈的一部分，海拔高度2,105米，每年平均降雨量1,632毫米。